# Temeljna ljudska prava
Temeljna ljudska prava je termin kojega se koristi za opisivanje najvažnijih ljudskih prava i sloboda.
Povelja Europske unije o temeljnim pravima iz 2000. godine sadrži popis od 50 temeljnih osobnih, gospodarskih, socijalnih i političkih ljudskih prava:
1.  Pravo na ljudsko dostojanstvo,
2.  Pravo na život,
3.  Pravo na integritet osobe, koja obuhvaća zabranu samovoljnog podvrgavanja ljudi medicinskim zahvatima i zabranu eugeničkih postupaka, zabranu trgovanja dijelovima ljudskog tijela i zabranu kloniranja ljudskih bića u cilju njihove reprodukcije (rađanja),
4.  Zabrana mučenja i nečovječnog ili ponižavajućeg postupanja ili kazne,
5.  Zabrana ropstva i prisilnog rada,
6.  Pravo na slobodu i osobnu sigurnost,
7.  Pravo na poštovanje privatnog i obiteljskog života, doma i komuniciranja,
8.  Pravo na zaštitu osobnih podataka,
9.  Pravo na stupanje u brak i pravo na osnivanje obitelji,
10. Sloboda mišljenja, savjesti i vjeroispovijedi, koje uključuje pravo na prigovor savjesti,
11. Sloboda izražavanja i informiranja,
12. Sloboda okupljanja i udruživanja,
13. Sloboda umjetnosti i znanosti, koja uključuje poštovanje akademske slobode,
14. Pravo na obrazovanje, koje uključuje mogućnost besplatnog obveznog školovanja, slobodu osnivanja obrazovnih ustanova, te pravo roditelja da svojoj djeci osiguraju obrazovanje i poučavanje u skladu sa svojim vjerskim, filozofskim i pedagoškim uvjerenjima, 
15. Sloboda izbora zanimanja i pravo na rad,
16. Sloboda poduzetništva,
17. Pravo na vlasništvo, koje uključuje pravo na isplatu pravične naknade za gubitak vlasništva, ako se ono oduzima u javnom interesu. U sklopu prava vlasništva jamči se i intelektualno vlasništvo,
18. Pravo na azil u slučaju izbjeglištva,
19. Pravo na zaštitu u slučaju udaljavanja, protjerivanja ili izručenja, koje uključuje zabranu kolektivnog protjerivanja,
20. Pravo na jednakost ljudi pred zakonom,
21. Pravo na nediskriminaciju, 
22. Pravo na kulturnu, vjersku i jezičnu raznolikost,
23. Pravo na ravnopravnost žena i muškaraca,
24. Pravo djece na posebnu zaštitu potrebnu za njihovu dobrobit, koje uključuje pravo da se u svakom djelovanju vlasti i privatnih institucija primarno vodi računa o zaštiti interesa djeteta, te pravo djeteta na održavanje redovitog osobnog odnosa i izravan kontakt s oba roditelja, 
25. Pravo starijih osoba na dostojan život i neovisnost te na sudjelovanje u društvenom i kulturnom životu,
26. Pravo osoba s invaliditetom na integraciju, koje obuhvaća mjere čiji je cilj osiguravanje njihove neovisnosti, društvene i profesionalne uključenosti te njihovo sudjelovanje u životu zajednice,
27. Pravo radnika na informiranje i savjetovanje u poduzeću,
28. Pravo radnika na kolektivno pregovaranje i djelovanje, koje uključuje pravo na sklapanje kolektivnih ugovora i pravo na štrajk, 
29. Pravo radnika na besplatni pristup službama za posredovanje pri zapošljavanju,
30. Pravo radnika na pravnu zaštitu od neopravdanog otkaza,
31. Pravo radnika na poštene i pravične radne uvjete, kojima se čuva zdravlje, sigurnost i dostojanstvo radnika; te prava na ograničenje najduljeg radnog vremena, na dnevni i tjedni odmor te na plaćeni godišnji odmor,
32. Zabrana rada djece i pravo mladih na posebnu zaštitu pri radu koja uključuje zabranu da se onemogući zapošljavanje mladih koji su stariji od uzrasta propisanog obveznog školovanja, te pravo na zaštitu od gospodarskog izrabljivanja ili od bilo kakve vrste rada koja bi mogla ugroziti njihovu sigurnost, zdravlje ili psihički, duhovni, moralni ili društveni razvoj ili bi mogla ugroziti njihovo obrazovanje,
33. Pravo na obiteljski i profesionalni život, koja uživa pravnu, gospodarsku i socijalnu zaštitu obitelji; te pravo na zaštitu od otkaza zbog razloga povezanog s materinstvom i pravo na plaćeni rodiljni dopust i roditeljski dopust,
34. Pravo na socijalnu sigurnost i socijalnu pomoć, u slučajevima poput materinstva, bolesti, nesreća pri radu, ovisnosti ili starosti te u slučaju gubitka posla, 
35. Pravo svakog stanovnika na korištenje prava iz socijalne sigurnosti i socijalnih povlastica, 
36. Pravo na zdravstvenu zaštitu,
37. Pravo na pristup službama od općeg gospodarskog interesa,
38. Pravo na zaštitu okoliša,
39. Pravo na ljudi koji na tržištu nastupaju kao potrošači na posebnu zaštitu,
40. Pravo glasovati i biti biran na izborima, 
41. Pravo sudjelovanja na lokalnim izborima, 
42. Pravo na dobru upravu, koje uključuje pravo da javne institucije odlučuju nepristrano, pravično i u razumnom roku, pri čemu svaka osoba ima pravo biti saslušanja prije poduzimanja bilo kakve pojedinačne mjere koja bi na nju mogla nepovoljno utjecati; pravo svake osobe na pristup svojem spisu; obvezu uprave da obrazloži svoje odluke; te pravo svake osobe na naknadu štete zbog štete koje počini uprava pri obavljanju svojih dužnosti; te pravo osobe da komunicira s upravom na svojem jeziku,
43. Pravo pristupa dokumentima javnih institucija,
44. Pravo na podnošenje peticije,
45. Pravo na slobodu kretanja i boravka,
46. Pravo na diplomatsku i konzularnu zaštitu u stranoj zemlji,
47. Pravo na djelotvoran pravni lijek i na pošteno suđenje,
48. Pravo optuženika na obranu i da ga se smatra nedužnim dok mu se ne dokaže krivnja,
49. Pravo na razmjerno kažnjavanje, gdje strogost kazne ne smije biti nerazmjerna kaznenom djelu, te pravo osobe da ne bude kažnjena za djelo koje nije bilo zakonom propisano prije njegovog počinjenja,
50. Pravo da se ne bude dva puta suđen ili kažnjen za isto kazneno djelo.

## Vanjske poveznice
- integralni tekst Povelje Europske unije o temeljnim pravima, na službenim stranicama EU
- Ustav Republike Hrvatske (o ljudskim pravima, u čl. 3., te čl. 48. – 70.)